# Santa Maria della Sanità (Roma)

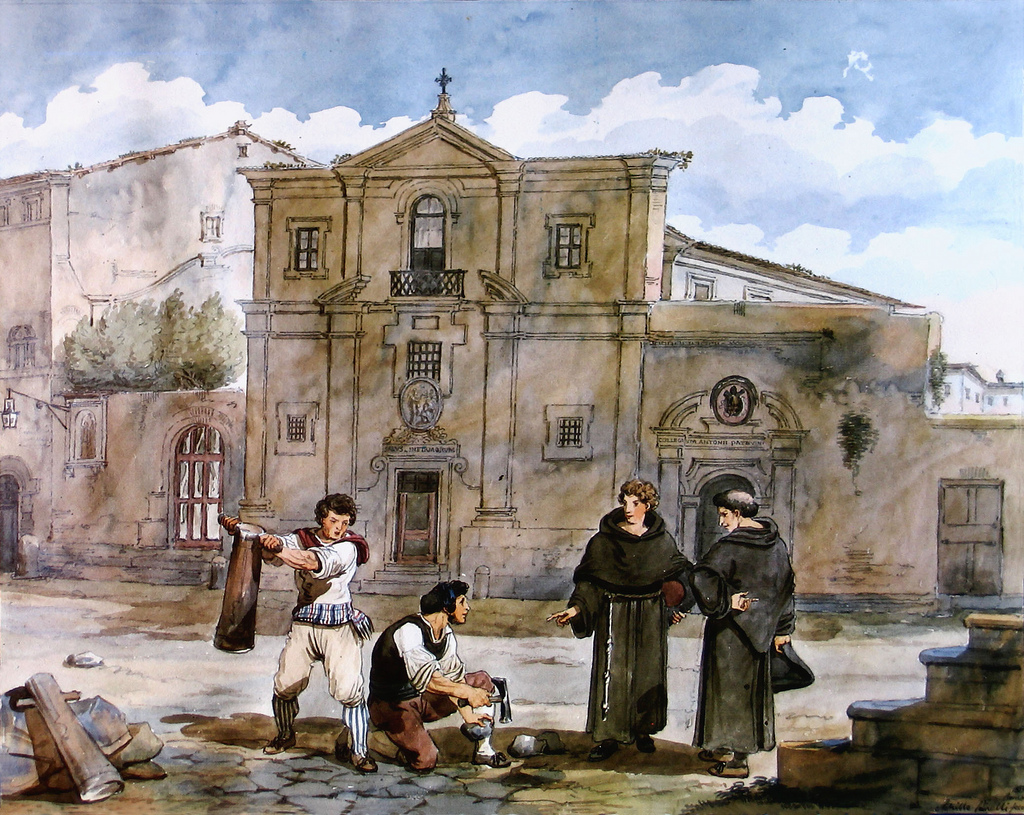
Santa Maria della Sanità numa aquarela de Achille Pinelli (1833).

Santa Maria della Sanità era uma igreja de Roma que ficava no canto leste da Piazza del Viminale, no rione Monti, quase em frente à esquina da Via Viminale com a Via Agostino Depretis. Era dedicada a Nossa Senhora da Saúde.

## História
A história desta igreja é obscura, mas aparentemente ela foi fundada logo depois de 1584, quando uma confraternidade conhecida como Fate Bene Fratelli fundou um pequeno hospital nas imediações. No século XVII, o pequeno complexo foi entregue a monges da Igreja Católica Siríaca, que acrescentaram à igreja a dedicação a Santo Efrém da Síria. Por conta disto, ela também é chamada Sant'Efrem, Santa Maria della Sanità e Sant'Efrem ou Sant'Efrem e Santa Maria della Sanità. É muito provável que eles tenham reconstruído pelo menos a fachada, que era barroca. A situação do convento no século XIX é incerta, mas todo o complexo foi demolido em 1929 para permitir a abertura da Piazza del Viminale. É bastante possível, porém, que a igreja tenha sido demolida antes.
A fachada ficava onde hoje está a Via Agostino Depretis e a estrutura ficava entre a fonte no meio da praça e o pilar que marca o fim da parede curva que circunda a praça e que sustenta a rampa dupla de acesso ao Palazzo del Viminale.

## Descrição

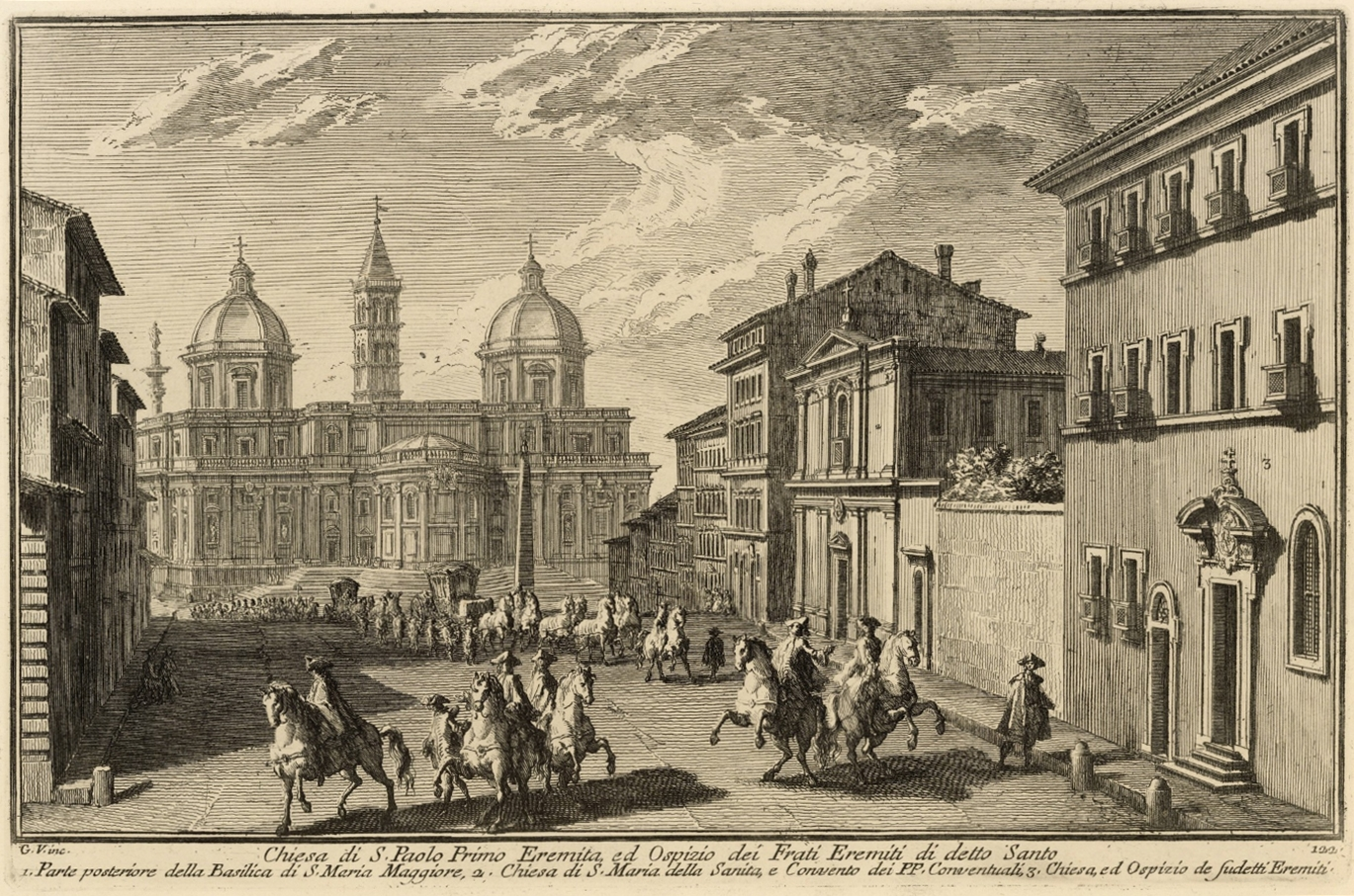
Gravura de Giuseppe Vasi (1756), mostrando a igreja no centro à direita. No fundo, a abside da basílica de Santa Maria Maggiore na Piazzal dell'Esquilino, no fim da Via Agostino Depretis.

Esta igreja é chamada nos documentos de "chiesuola" ("igrejinha"), mas era, na realidade, uma igreja de tamanho razoável. A planta era retangular; quatro colunas dividiam a nave numa cruz grega e outras duas pilastras de cada lado ajudavam a sustentar a abóbada, com um altar lateral ficava entre cada par. De forma pouco usual, havia três absides do mesmo tamanho na extremidade oposta à fachada, um formato mais apropriado ao rito siríaco. O convento tinha duas pequenas alas, uma ligada ao fundo da igreja e outra mais adiante, paralela à via.

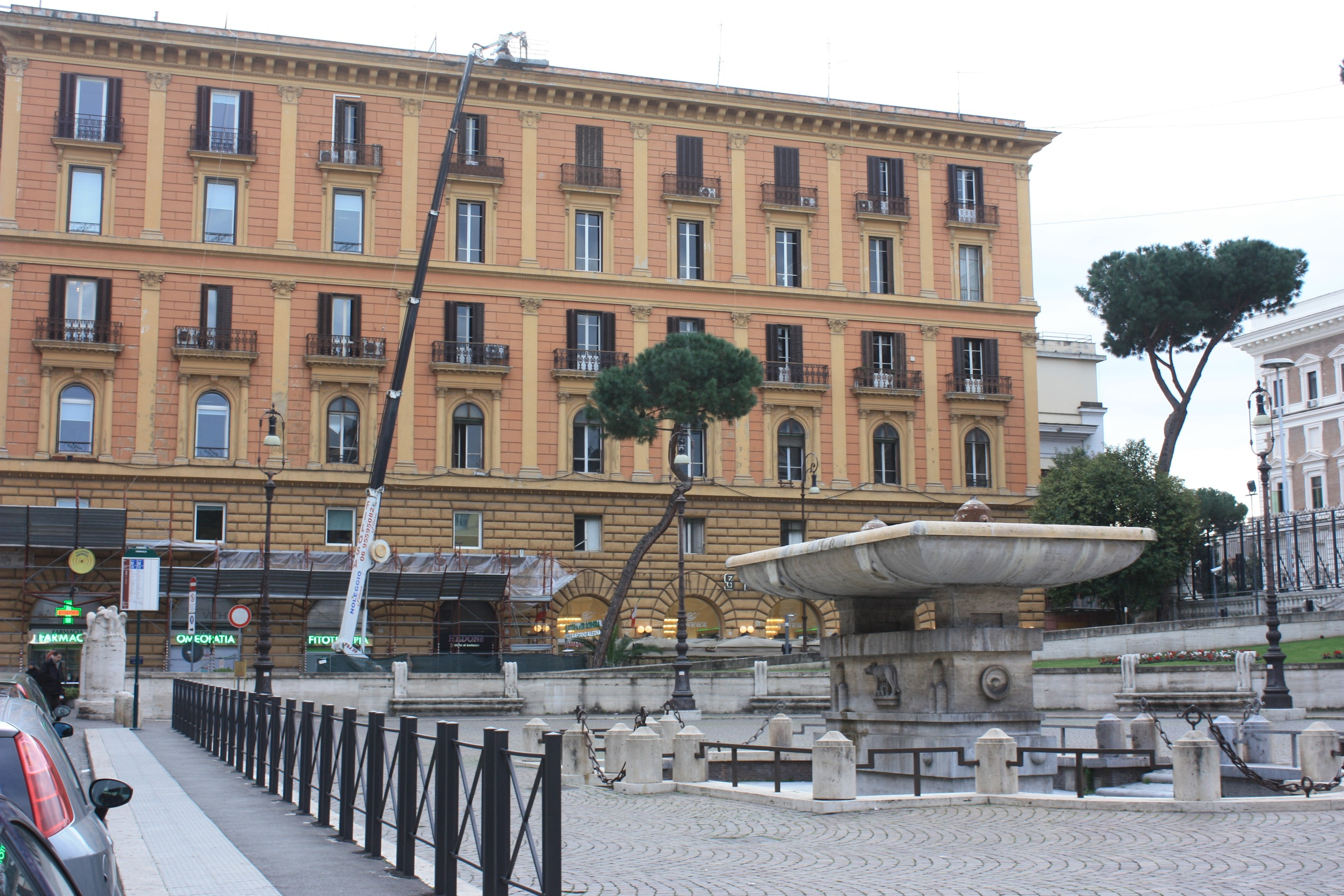
O mesmo local hoje, ocupado pela Piazza del Viminale.

A fachada tinha dois andares, com primeiro com cerca de duas vezes a altura do segundo. Ele tinha uma base alta acima da qual estava o portal principal. Quatro pilastras com bases dóricas e sem capitéis estavam assentados nelas e elas sustentavam duas seções distintas do entablamento. Sobre as pilastras estava plintos invertidos ao invés de capiteis. Entre o par interno de pilastras, onde o entablamento se dividia, uma grande janela retangular com uma moldura em relevo feita de elementos arquitetônicos de duas cruzes latinas foi inserida. Abaixo, o portal era decorado com volutas de cada lado da arquitrave, uma inscrição dedicatória sobre ela e um tondo elíptico vertical encimado por uma montanha estilizada em estuque. O tondo avançava pela grande janela e abrigava um afresco de Nossa Senhora. Entre os pares de pilastras neste andar ficavam duas janelas quadradas em molduras barrocas. O segundo andar tinha quatro pilastras com entablamentos no mesmo estilo, mas sem bases. As janelas laterais eram retangulares. A janela central era curva, tinha uma varanda de metal e também uma arquivolta que se inseria no entablamento. Sobre o par interno de pilastras ficava um pequeno frontão triangular com um tímpano não decorado.
Este andar também sustentava dois fragmentos de um frontão segmentado, colocado em frente do par interno de pilastras de cada lado da varanda com a janela. Esta característica dava uma certa distinção a uma composição que, sem isso, seria bem simples.